# 鹿島線
鹿島線（かしません）は、千葉県香取市の香取駅から茨城県鹿嶋市の鹿島サッカースタジアム駅に至る、東日本旅客鉄道（JR東日本）の鉄道路線（地方交通線）である。

## 概要
成田線の佐原駅から銚子側の1駅先にある香取駅から分岐し、水郷潮来あやめ園や十二橋めぐりなどの水郷の観光地を持つ潮来駅、鹿島神宮や鹿島臨海工業地帯のある鹿嶋市の中心である鹿島神宮駅を経由し、鹿島サッカースタジアム駅を終点とする。ラインカラーは茶色（■）である。
日本鉄道建設公団によって建設され、開業は1970年と比較的新しい路線である。国家的な開発プロジェクトであった鹿島臨海工業地帯の開発・発展に寄与するため、現在の鹿島臨海鉄道の営業路線（大洗鹿島線・鹿島臨港線）と共々に計画・建設され、香取駅 - 北鹿島駅（現在の鹿島サッカースタジアム駅）間が日本国有鉄道（国鉄）の「鹿島線」として開業した。
高規格路線として建設されたため、全線のほとんどが高架となっている。成田線との分岐点を過ぎると、鹿島線内には踏切は一つもない。このことは接続先の大洗鹿島線でも水戸駅付近を除けば同様である。また利根川・常陸利根川・北浦に架かる橋梁はいずれも長大で、特に北浦に架かる北浦橋梁は1236 mの長さを持ち、東海道新幹線の富士川橋梁に次ぐ長さを有する。これらの高架・橋梁を合わせた長さは全線の55%に達し、軟弱地盤で水域が多い水郷地帯を貫通している。ただし、強風時は香取駅 - 十二橋駅間、延方駅 - 鹿島神宮駅間で速度制限や運転見合わせが行われることがある。
JRにおける実質的な旅客上の運用範囲は佐原駅 - 鹿島神宮駅間である。鹿島神宮駅 - 鹿島サッカースタジアム駅間はJRの区間であるが、旅客輸送は鹿島臨海鉄道の車両が担う。よって鹿島線の同区間に大洗鹿島線の列車が乗り入れる形態となるが、特に多客が見込まれる時は、鹿島神宮駅以西より鹿島サッカースタジアム駅までJRによる旅客輸送が行われる場合がある。なお鹿島神宮駅 - 鹿島サッカースタジアム駅間はあくまでJR線なので、「青春18きっぷ」など、企画きっぷもエリア内であれば使用可能である。
また旅客列車のほかに、日本貨物鉄道（JR貨物）による貨物列車も運行されている。このため交換可能な駅は、いずれも有効長がかなり長い。
利用者は地元の沿線住民がほとんどで、純然たるローカル輸送に留まっている。鹿嶋市と東京間のアクセスとしては1975年から特急「あやめ」が運行されていた。しかし東関東自動車道が潮来ICまで開通し、1989年から高速バス「かしま号」が運行開始したことにより、東京駅と鹿島神宮駅間の普通運賃よりも安く、本数も非常に多く、渋滞が無ければ所要時間でもほぼ互角となった高速バスの乗客が激増し、沿線から東京の輸送では高速バスが圧倒的な優位となっていった。「あやめ」は1982年には最大5往復運行されていたが、乗客減により1993年には3往復、1994年からは1往復のみの運行となった（鹿島線には乗り入れていない「ホームタウン成田」「すいごう」が2004年から「あやめ」に名称変更した分は除く）。2015年で「あやめ」は定期運行を終了した。
全区間が旅客営業規則の定める「東京近郊区間」に含まれており、Suicaなど交通系ICカードの利用が可能である。みどりの窓口、自動改札機は全駅とも設置されておらず、交通系ICカードも簡易Suica改札機を利用しての入出場となる。
沿線自治体からは特急「あやめ」復活のほか東京駅への直通列車増便、鹿島線各駅への交通系ICカード機器設置、鹿島サッカースタジアム駅の常設化をJR東日本に求めていたが、2018年4月にJR東日本は「『あやめ』復活は厳しい」との見解を示している。この内、鹿島線各駅への交通系ICカード機器設置については、2020年3月14日から使用開始している。

### 路線データ
- 管轄（事業種別）：東日本旅客鉄道（第一種鉄道事業者）・日本貨物鉄道（第二種鉄道事業者）
- 路線距離（営業キロ）：17.4 km[6]
- 建設主体：日本鉄道建設公団（現 独立行政法人 鉄道建設・運輸施設整備支援機構）
- 軌間：1,067 mm
- 駅数：6駅（起終点駅含む）[6]
  - 鹿島線所属駅に限定した場合、成田線所属の香取駅[7]が除外され、5駅となる。
- 複線区間：なし（全線単線）
- 電化区間：全線（直流1,500 V）
- 閉塞方式：自動閉塞式
- 保安装置：ATS-P
- 最高速度：85 km/h
- 表定速度：56.8 km/h
- 運転指令所：千葉総合指令室（成田指令・CTC）
  - 準運転取扱駅（入換時は駅が信号を制御）：鹿島サッカースタジアム駅

全区間がJR東日本千葉支社の管轄である。

## 歴史

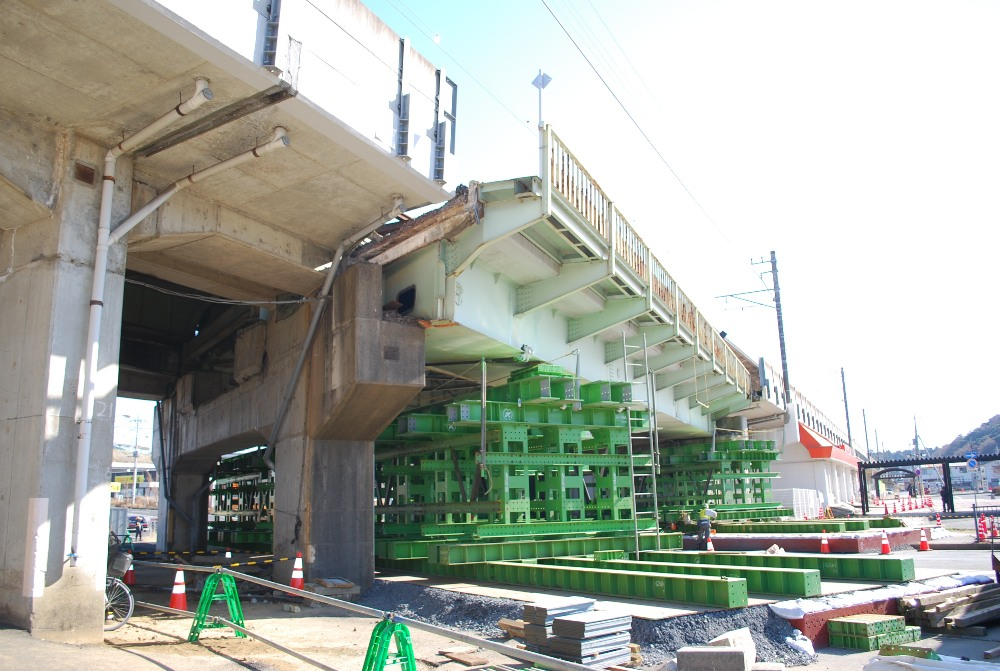
東北地方太平洋沖地震により破損した県道18号を跨ぐ鹿島神宮駅付近の橋梁

鹿島臨海工業地帯の開発に伴って敷設された路線である。予定線としては、改正鉄道敷設法別表第39号の2に「茨城縣鹿島ヨリ千葉縣佐原ニ至ル鐵道」と掲げられていた。1964年に運輸大臣から日本鉄道建設公団への建設指定を受けて鉄道建設が行われた。同別表第39号の「茨城縣水戸ヨリ鉾田ヲ經テ鹿島ニ至ル鐵道」は北鹿島駅までの開業後、引き続き日本鉄道建設公団により鹿島線として鹿島灘沿岸地域を縦貫する北鹿島駅 - 水戸駅間（約58 km）の建設が進められ、1980年の日本国有鉄道経営再建促進特別措置法（国鉄再建法）制定に際しても輸送需要が見込める（輸送密度4000人/日以上）として工事が続行されたが、国鉄が第三セクターでの運行を希望したため、鹿島臨海鉄道の路線として開業することになった。
香取駅 - 北鹿島駅間の鹿島線は、1970年の開業当初はディーゼル動力の気動車で運転していたが、1974年に全線電化された。1978年に新東京国際空港（現・成田国際空港）が開港すると、鹿島臨海工業地帯で生産される航空燃料輸送に用いられた。当初3年間使用が予定されていたが、千葉港と空港を結ぶパイプラインの完成が遅延したため変更されることになり、地域住民の不信感を増大させる結果となった。

### 年表
- 1967年（昭和42年）
  - 3月16日：起工式。
  - 4月：香取 - 北鹿島間着工。
- 1970年（昭和45年）
  - 8月20日：鹿島線香取駅 - 鹿島神宮駅間 (14.2 km) が開業[8]。開業当初より列車集中制御装置 (CTC) を導入。
  - 10月1日：急行「水郷」が佐原駅から普通列車として鹿島神宮駅まで乗り入れ開始。
  - 11月12日：鹿島神宮駅 - 北鹿島駅（現在の鹿島サッカースタジアム駅）間 (3.2 km) が貨物線として開業[8]。開業当初よりCTCを導入。香取駅 - 北鹿島駅間で貨物営業開始。
- 1974年（昭和49年）10月26日：香取駅 - 北鹿島駅間が電化される（直流1500 V）[8]。
- 1975年（昭和50年）3月10日：東京駅 - 鹿島神宮駅間に特急「あやめ」、両国駅 - 鹿島神宮駅間に急行「鹿島」運転開始[8]。急行「水郷」の鹿島線乗り入れ廃止。
- 1978年（昭和53年）7月25日：鹿島臨海鉄道鹿島臨港線の旅客営業開始に伴い鹿島神宮駅 - 北鹿島駅間で旅客営業開始（ただし北鹿島駅での旅客扱いはなし）[8]。
- 1982年（昭和57年）11月15日：急行「鹿島」廃止[8]。
- 1983年（昭和58年）12月1日：鹿島臨海鉄道鹿島臨港線の旅客営業廃止に伴い鹿島神宮駅 - 北鹿島駅間の旅客営業廃止[8]。
- 1985年（昭和60年）3月14日：鹿島臨海鉄道大洗鹿島線の開業に伴い鹿島神宮駅 - 北鹿島駅間で旅客営業開始（ただし北鹿島駅での旅客扱いはなし）[8]。
- 1987年（昭和62年）4月1日：国鉄分割民営化により東日本旅客鉄道に承継[8]。日本貨物鉄道が第二種鉄道事業者となる[8]。
- 1994年（平成6年）3月12日：北鹿島駅が鹿島サッカースタジアム駅に改称[8]。サッカー試合日の鹿島臨海鉄道大洗鹿島線直通の一部列車に限り、旅客営業開始[8]。
- 1997年（平成9年）3月22日：普通列車がすべて禁煙となる[9]。
- 2009年（平成21年）3月14日：全線が東京近郊区間に組み込まれる[10]。
- 2011年（平成23年）
  - 3月11日：東北地方太平洋沖地震で被災し、高架や駅舎が被害を受け全線不通。
  - 3月18日：香取駅 - 延方駅間で運転再開[11]。
  - 4月16日：延方駅 - 鹿島サッカースタジアム駅間で運転再開[12]。鹿島臨海鉄道大洗鹿島線との直通運転再開。
  - 12月18日：香取駅 - 鹿島サッカースタジアム駅間でATS-P使用開始。
- 2015年（平成27年）3月14日：特急「あやめ」廃止。また、朝の成田線佐原駅始発の東京方面の快速が鹿島神宮駅始発に変更となり、2004年のダイヤ改正以来の東京方面の快速が復活。
- 2020年（令和2年）3月14日：全線でICカード「Suica」の利用が可能となる[3][4][13]。
- 2021年（令和3年）3月13日：E131系電車によるワンマン運転を開始[14]。
- 2026年（令和8年）7月1日（予定）：支社制から事業本部制への再編に伴い、全線の管轄がこれまでの千葉支社から千葉事業本部に変更される[15]。

## 運行形態

### 旅客列車
成田線からの（正式な）分岐駅は香取駅であるが、運転系統上の分岐駅は佐原駅である。2025年3月15日改正時点のダイヤでは1日16往復の運行で、佐原駅（一部は成田駅）からの普通列車が鹿島神宮駅まで運転されている。1日1往復（佐原発20時台・鹿島神宮発6時台）のみ総武快速線との直通列車があり、鹿島神宮行きは平日が横須賀線久里浜発（鹿島線直通4両は逗子で増結）、土休日が東京発で、鹿島神宮発は平日・土休日とも大船行きで運行される。この列車は佐倉駅で成田空港行き列車から分割された付属編成の4両が使用される。2021年3月13日改正までは、千葉駅発の普通列車1本が成田線経由にて鹿島神宮駅まで運転されていた。
鹿島神宮駅 - 鹿島サッカースタジアム駅間は、車両の夜間滞泊のための回送列車や臨時列車を除いてJR車の運行はなく、原則として鹿島臨海鉄道大洗鹿島線からの直通列車（気動車）のみが運行される。
2006年7月15日の2006JOMOオールスターサッカーに際して、初めてJR東日本の旅客車両が鹿島サッカースタジアム駅まで営業運行された（臨時列車）。2008年からは、鹿島アントラーズホームゲームで多客が見込める試合開催時に、成田駅と鹿島サッカースタジアム駅を結ぶ臨時列車が運行されている。
定期列車の編成は最大でも4両編成だが、貨物列車とのすれ違いを可能にするため途中駅のホームは11両まで対応している。

### 貨物列車

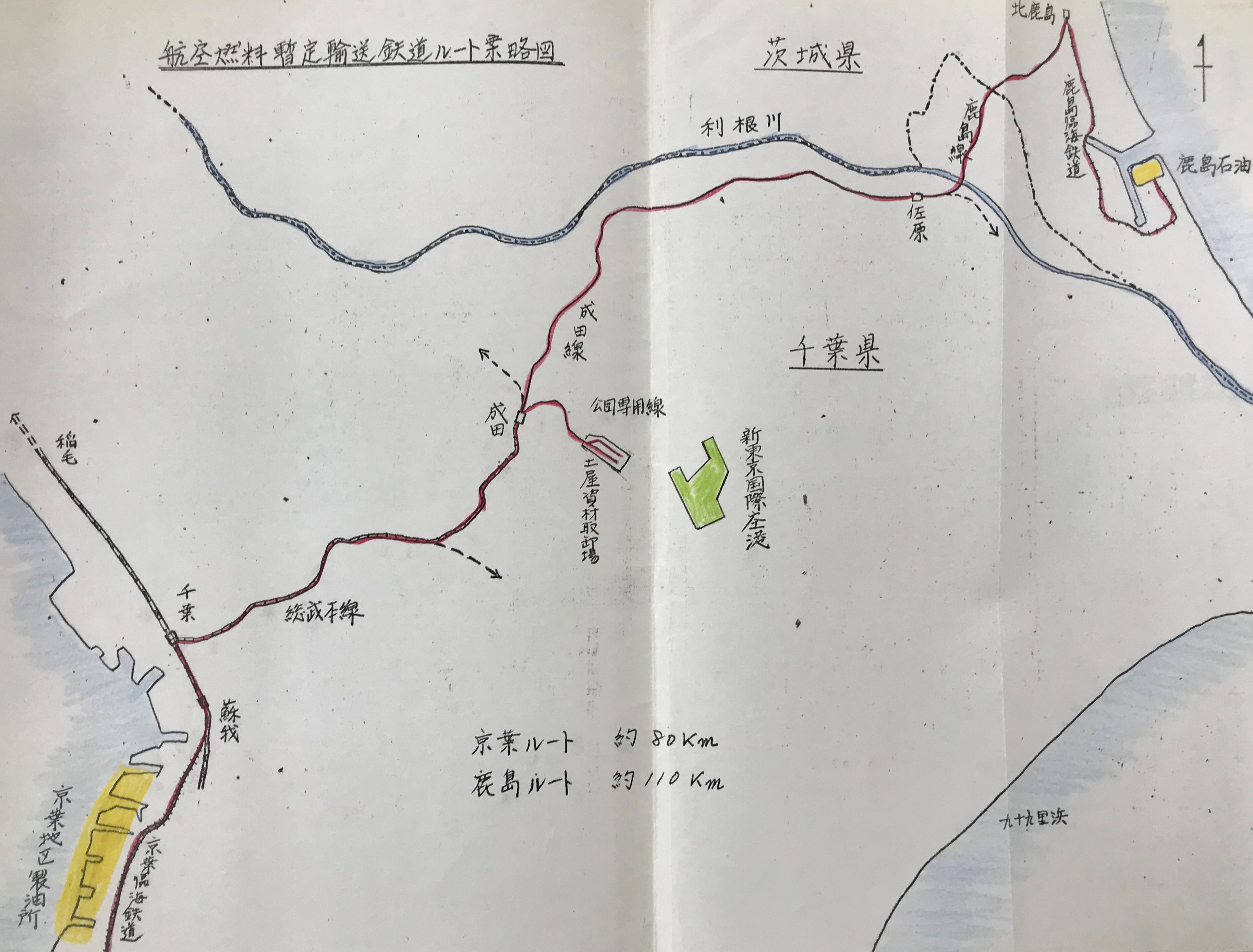
航空燃料暫定輸送鉄道ルート

貨物列車は全線で運転されており、鹿島臨海鉄道鹿島臨港線の神栖方面へと引き継がれる。鹿島臨海鉄道鹿島臨港線内で荷役するコンテナ輸送や鹿島臨海工業地帯で製造・消費される化成品輸送が主な収入源である。化成品は従来タンク車で輸送されていたが、タンクコンテナ化が進んでいることからコキ100形とコキ200形積載に置き換えられている。
2024年3月現在、新鶴見機関区のEF210形が2往復を牽引している。
かつてはDD51形ディーゼル機関車やEF64形、EF65形電気機関車が牽引していた。成田国際空港（当時は新東京国際空港）が開港した1978年から千葉港から成田空港を直結するパイプラインが完成した1983年までの間、鹿島港から鹿島臨港線・鹿島線・成田線を経由して成田市土屋地先までタキ40000形貨車による航空燃料の暫定輸送が行われていた。

## 使用車両

### 現在の使用車両
基本的に香取駅 - 鹿島神宮駅間はJR東日本の電車で、鹿島神宮駅 - 鹿島サッカースタジアム駅間は鹿島臨海鉄道の気動車で運転されている。JR東日本の車両は臨時列車で鹿島サッカースタジアム駅までの全線で運用される場合もある。貨物列車は「貨物列車」の節も参照。
普通列車
E131系電車（幕張車両センター所属）
ワンマン運転となる列車はすべてこの形式が使用される。2021年3月13日より運行開始。
E235系1000番台電車（鎌倉車両センター所属）
E217系の後継車両として2020年12月21日より運行を開始。4両編成の付属編成が入線。横須賀線・総武快速線からの直通列車のほか、佐原駅 - 鹿島神宮駅間の間合い運用でも使用されている。当形式はワンマン運転に対応していないため、充当される列車は車掌乗務となる。

特急列車
E257系500番台（幕張車両センター所属）
2005年12月10日から運用開始。普通車のみの5両編成で、特急「あやめ」（ただし鹿島線内は普通列車として運行）や間合い運用で佐原駅 - 鹿島神宮駅間の普通列車に使用されていた。
2015年3月14日のダイヤ改正で「あやめ」が廃止となり、それ以降は臨時特急「あやめ祭り号」などで乗り入れている。

貨物列車牽引用
EF210形電気機関車（新鶴見機関区）
鹿島臨海鉄道からの乗り入れ
6000形気動車、8000形気動車
大洗鹿島線水戸方面から鹿島神宮駅に直通する定期旅客列車に使用。詳細は「鹿島臨海鉄道#車両」および各車両の記事を参照。

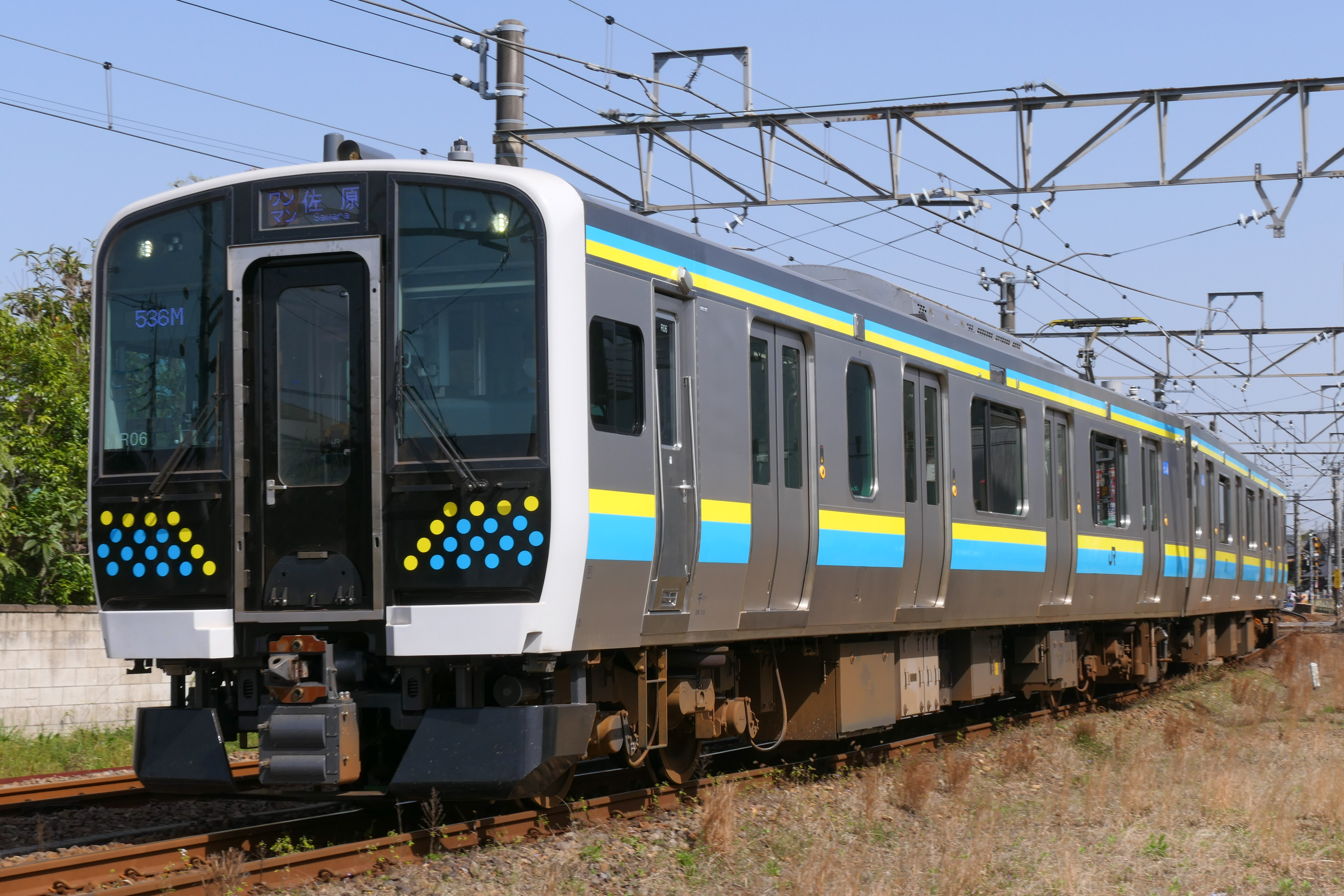
E131系
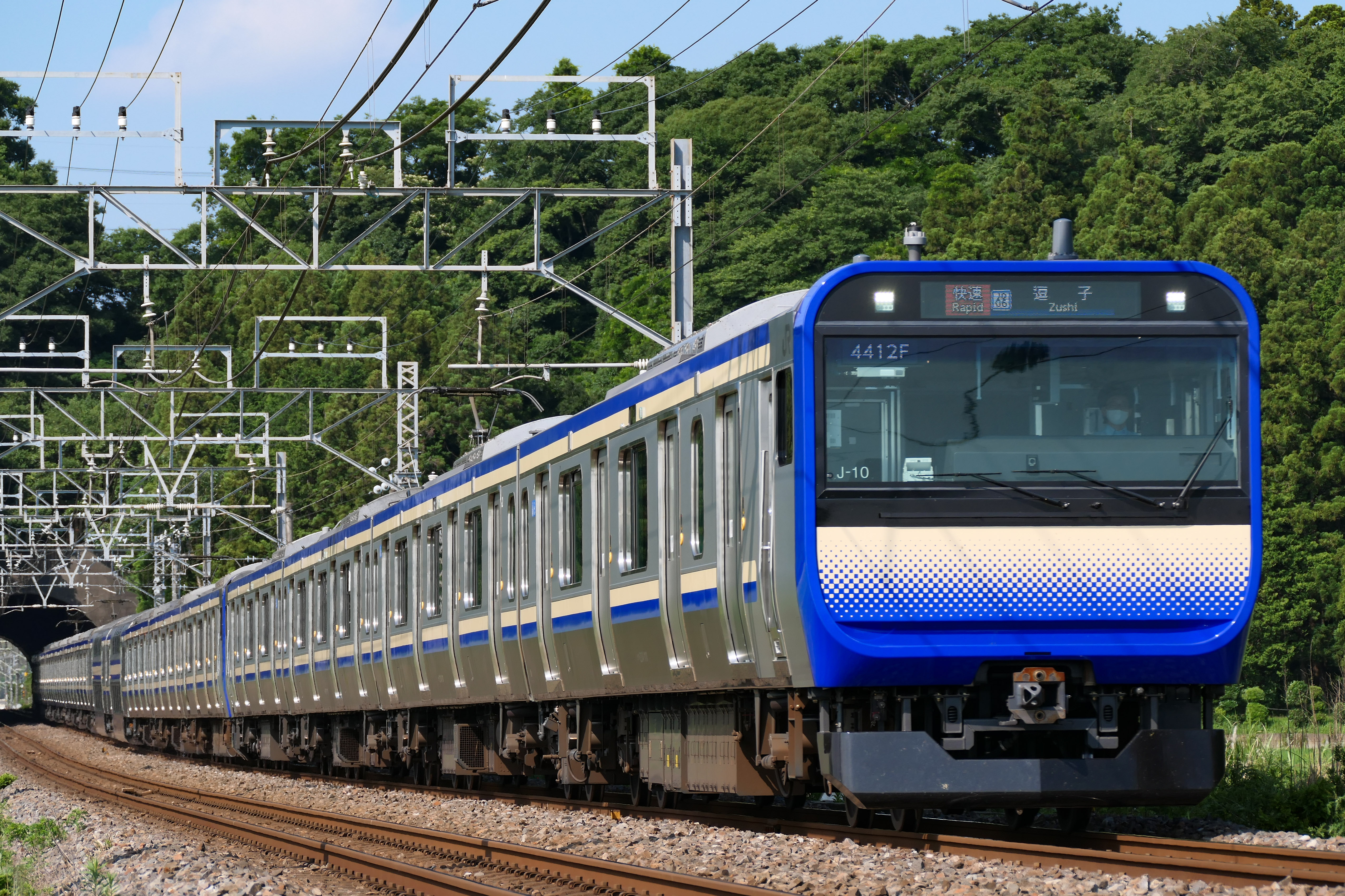
E235系1000番台
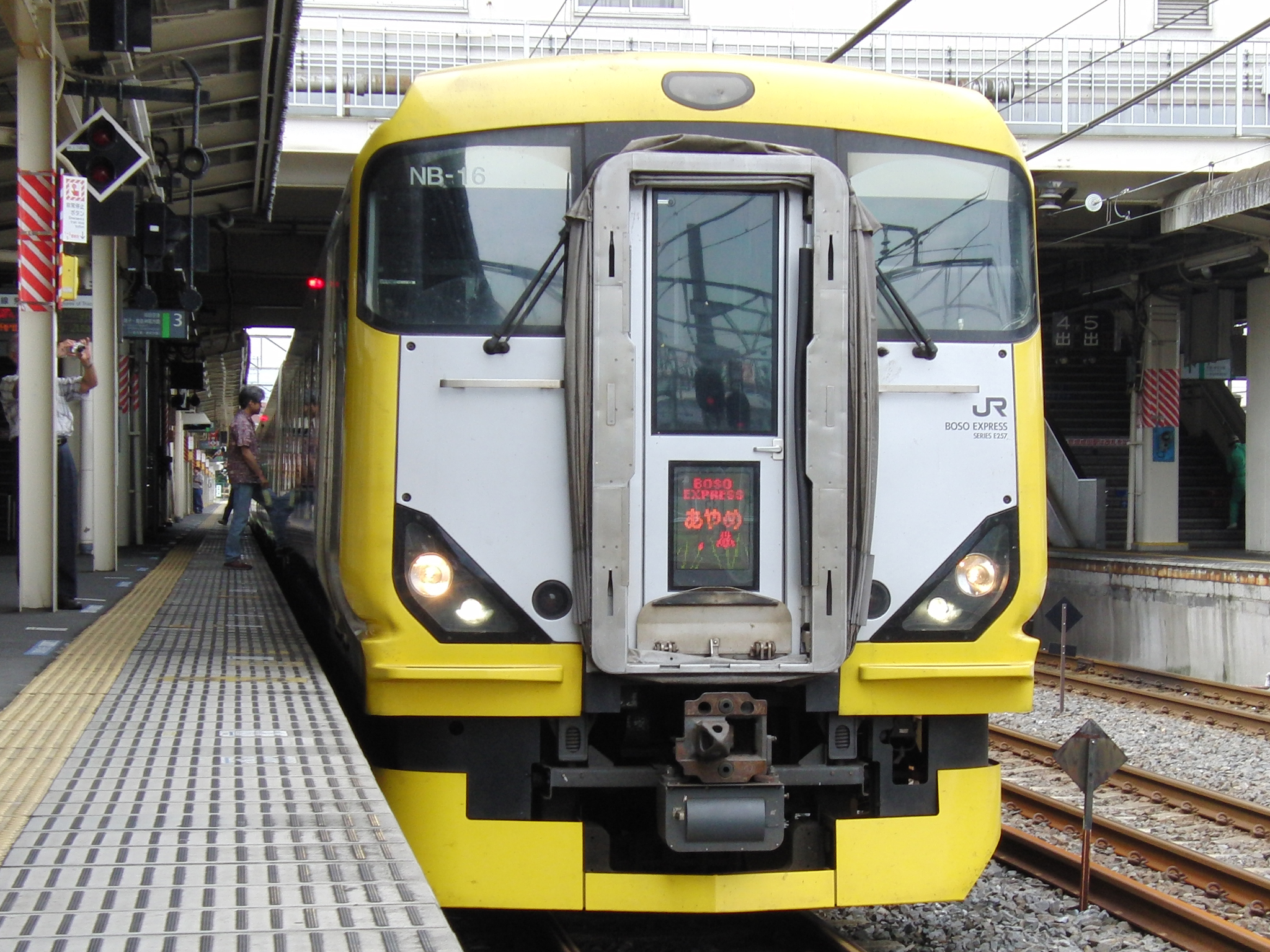
E257系500番台
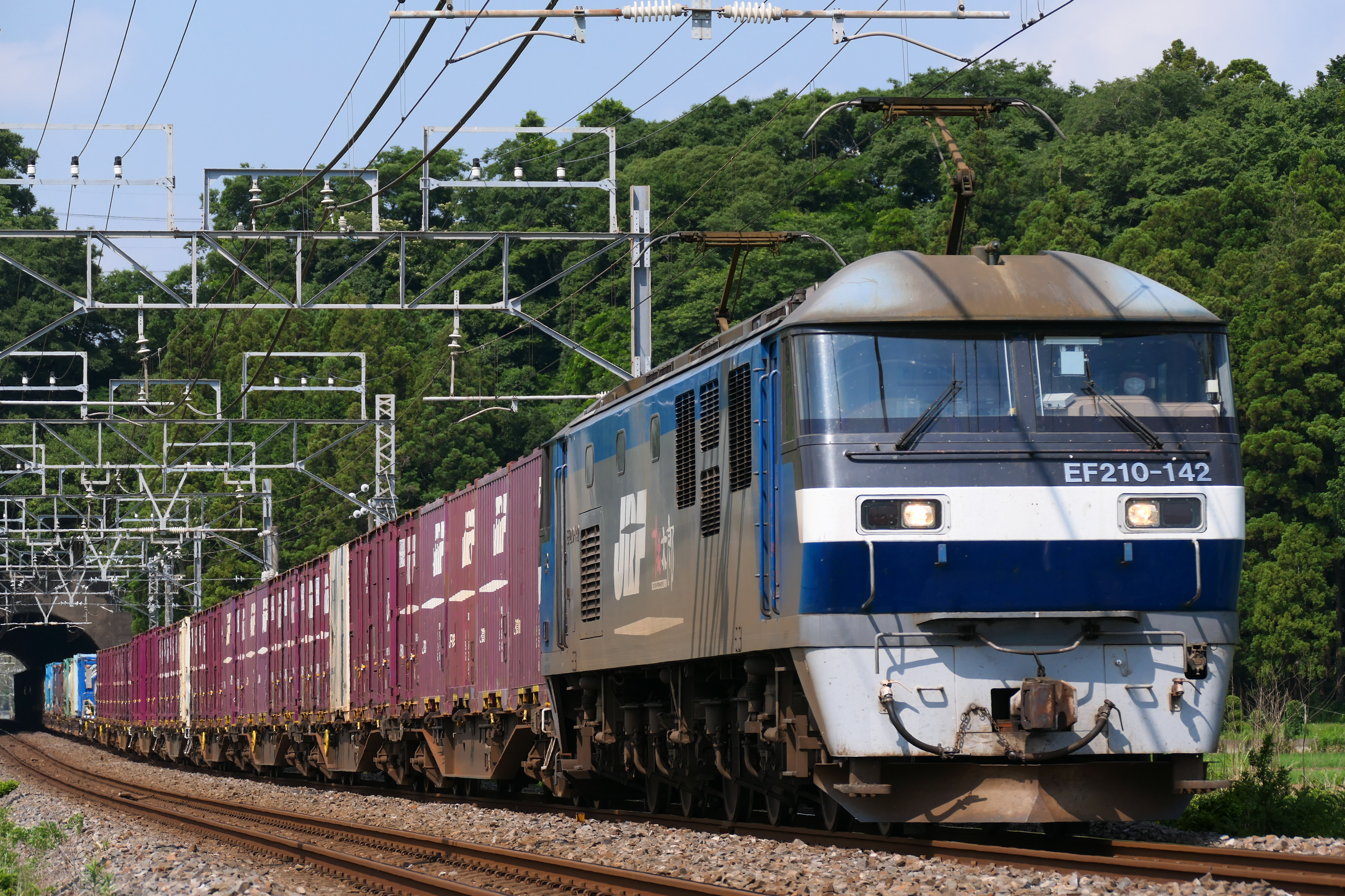
EF210形
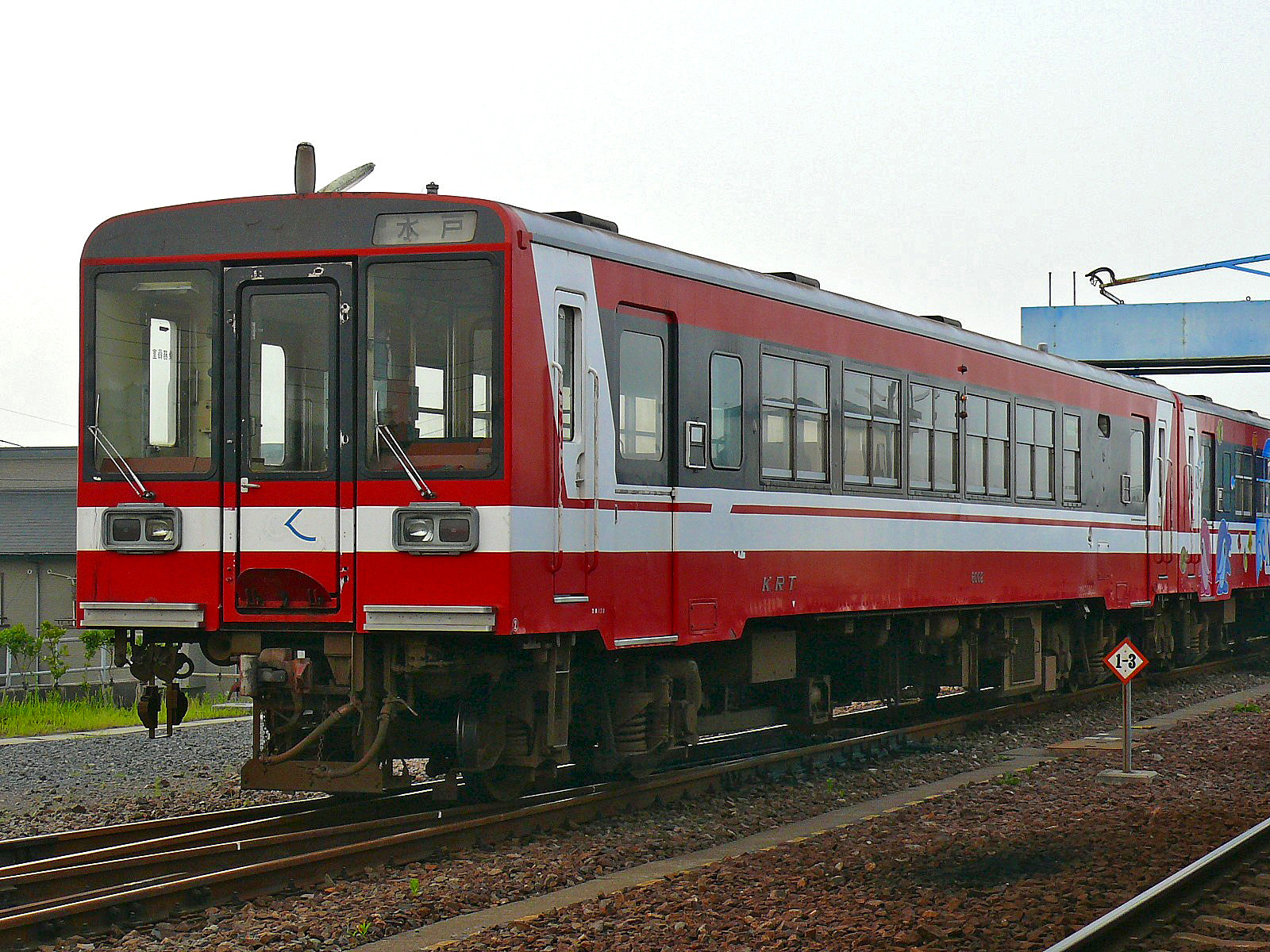
鹿島臨海鉄道 6000形
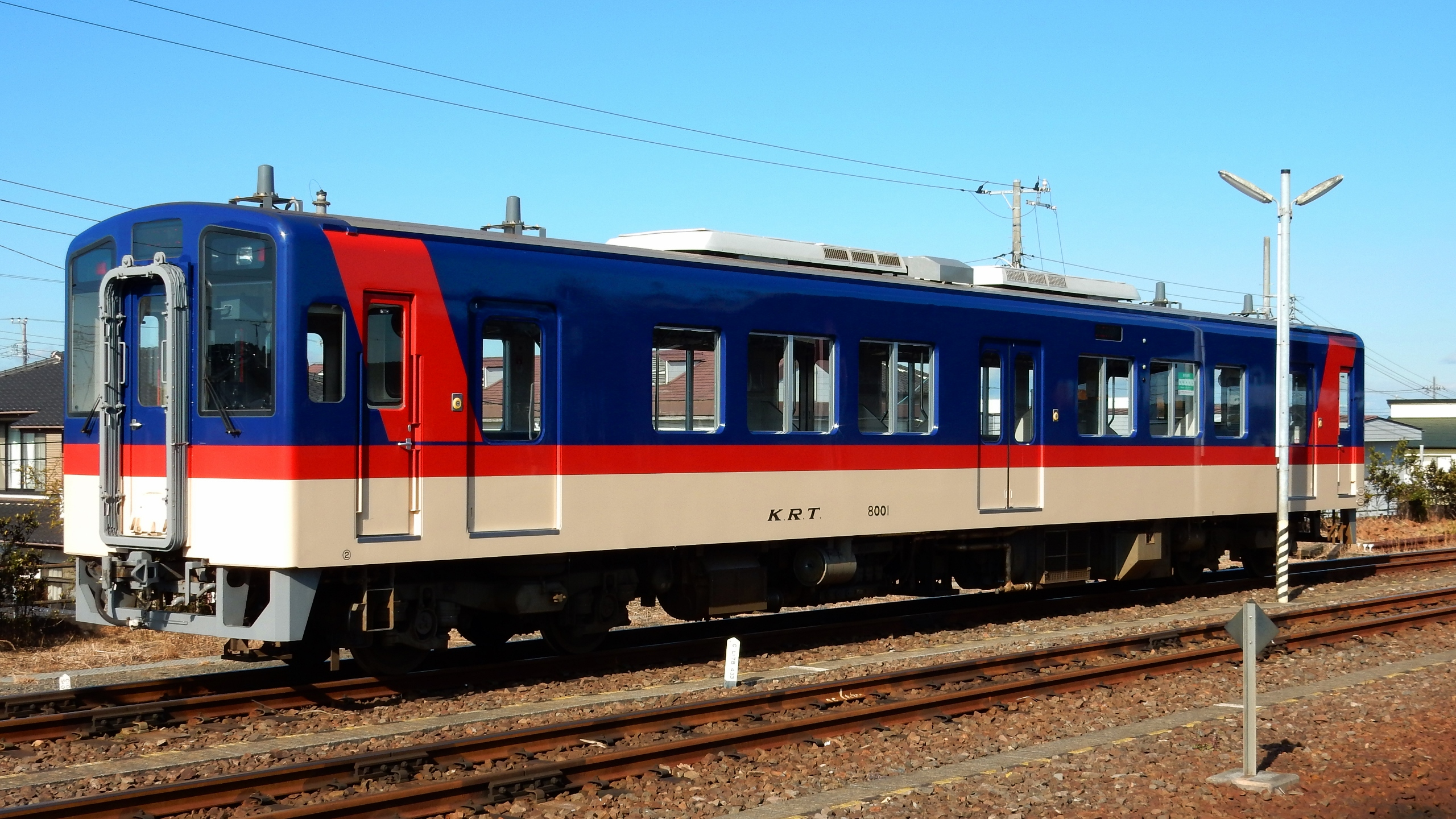
鹿島臨海鉄道 8000形

### 過去の使用車両

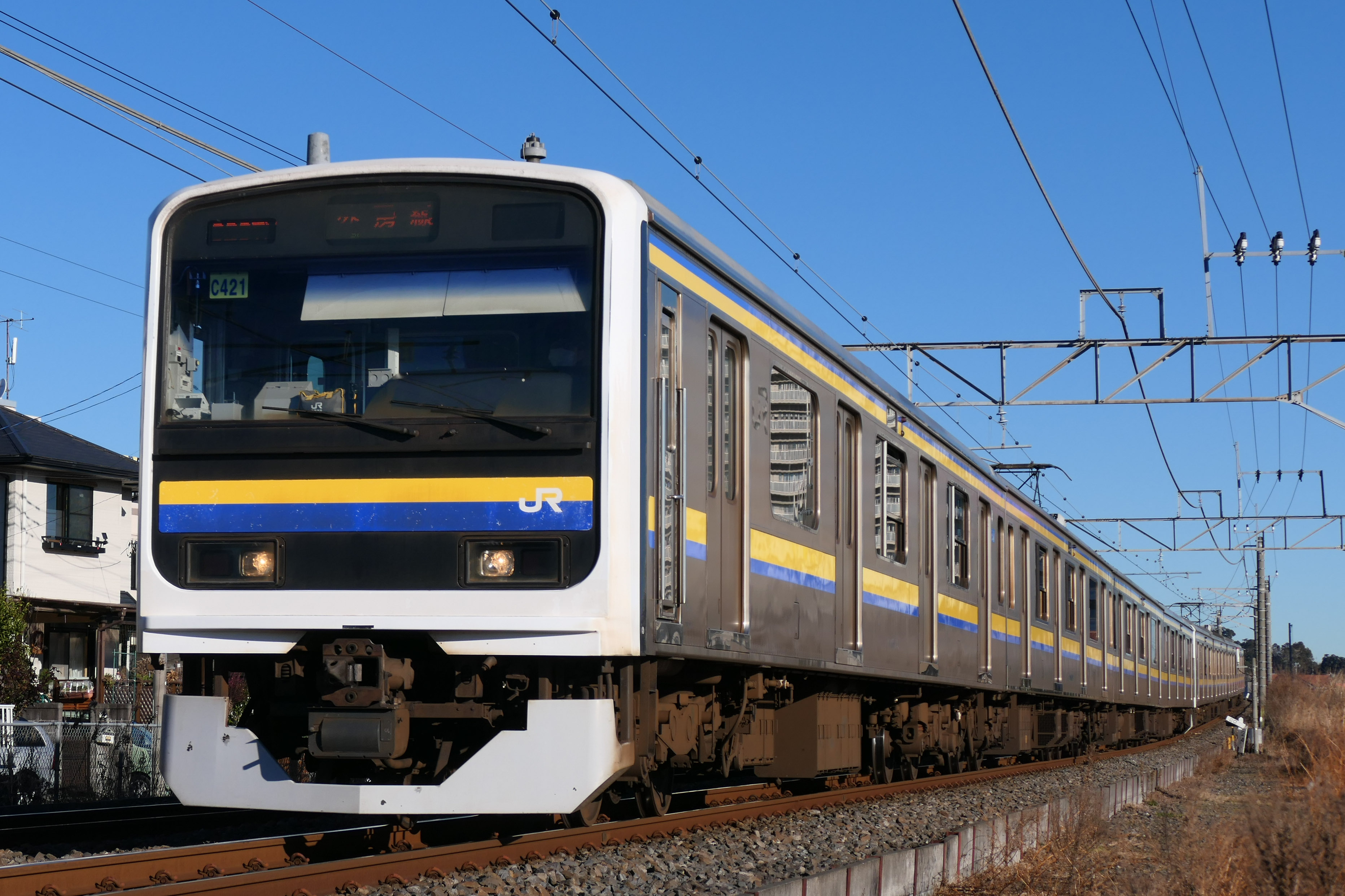
209系2100番台
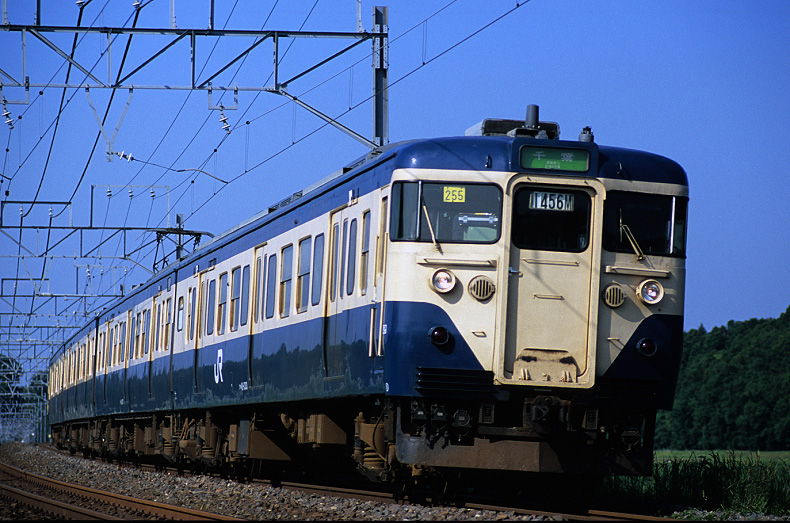
113系
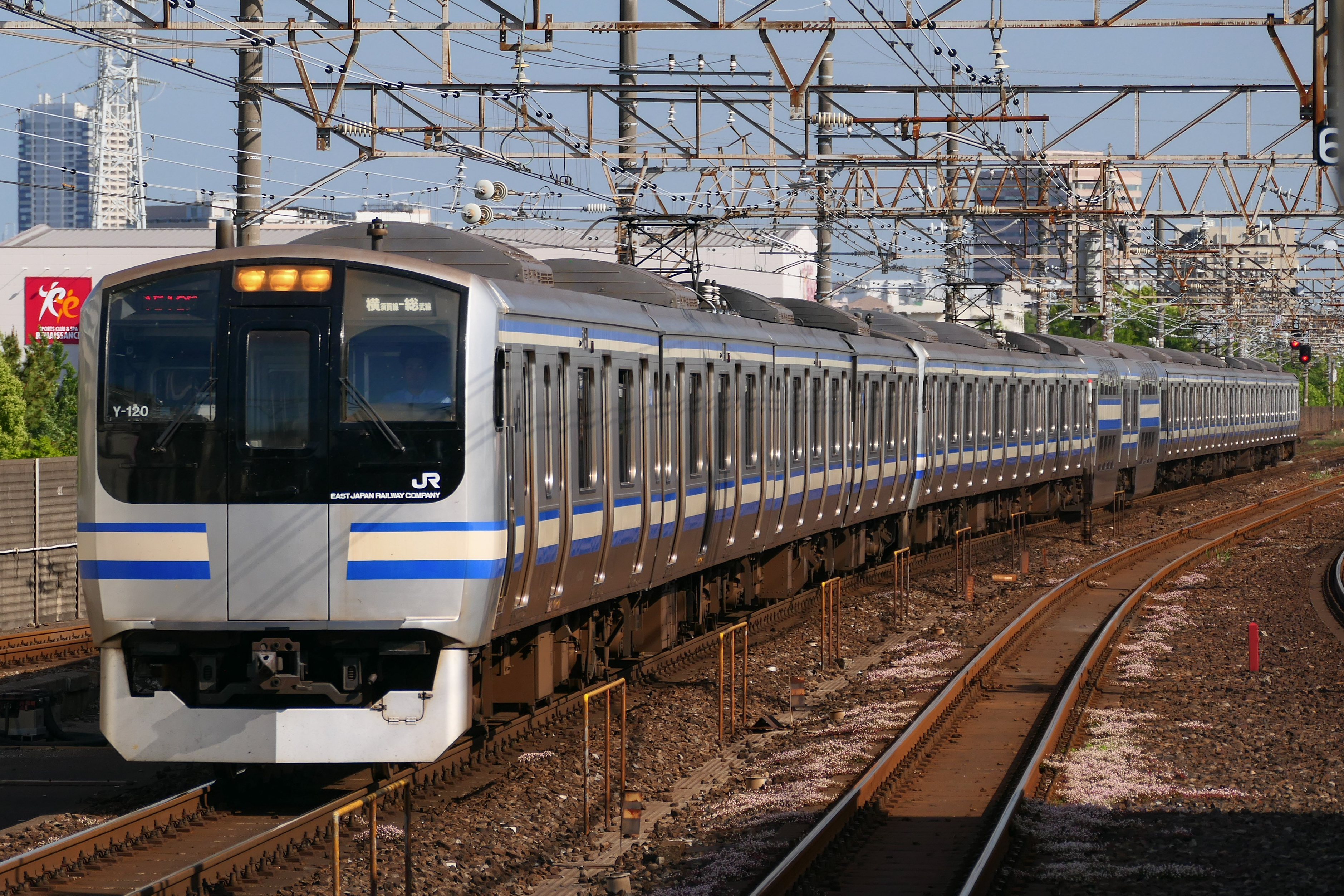
E217系
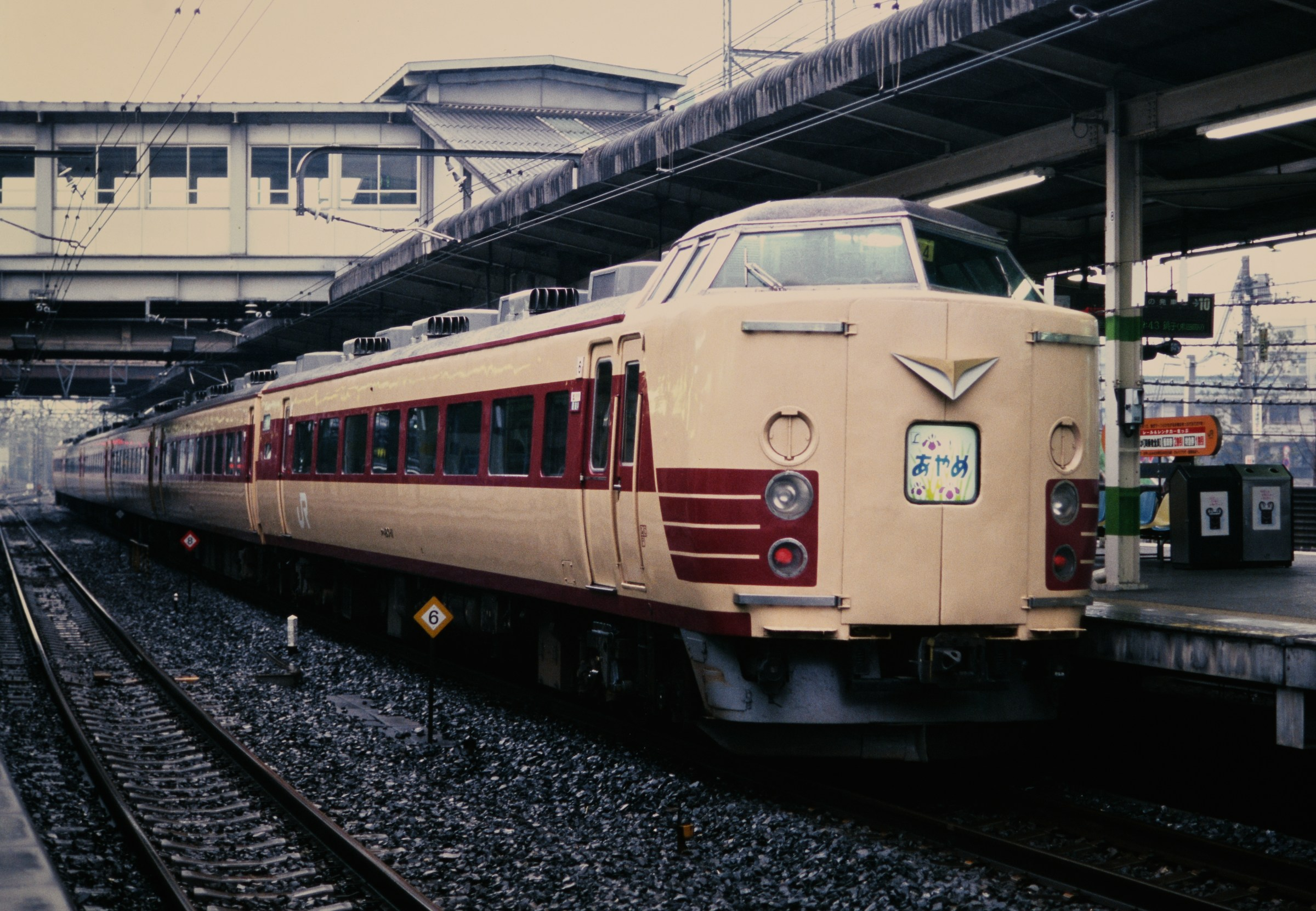
183系
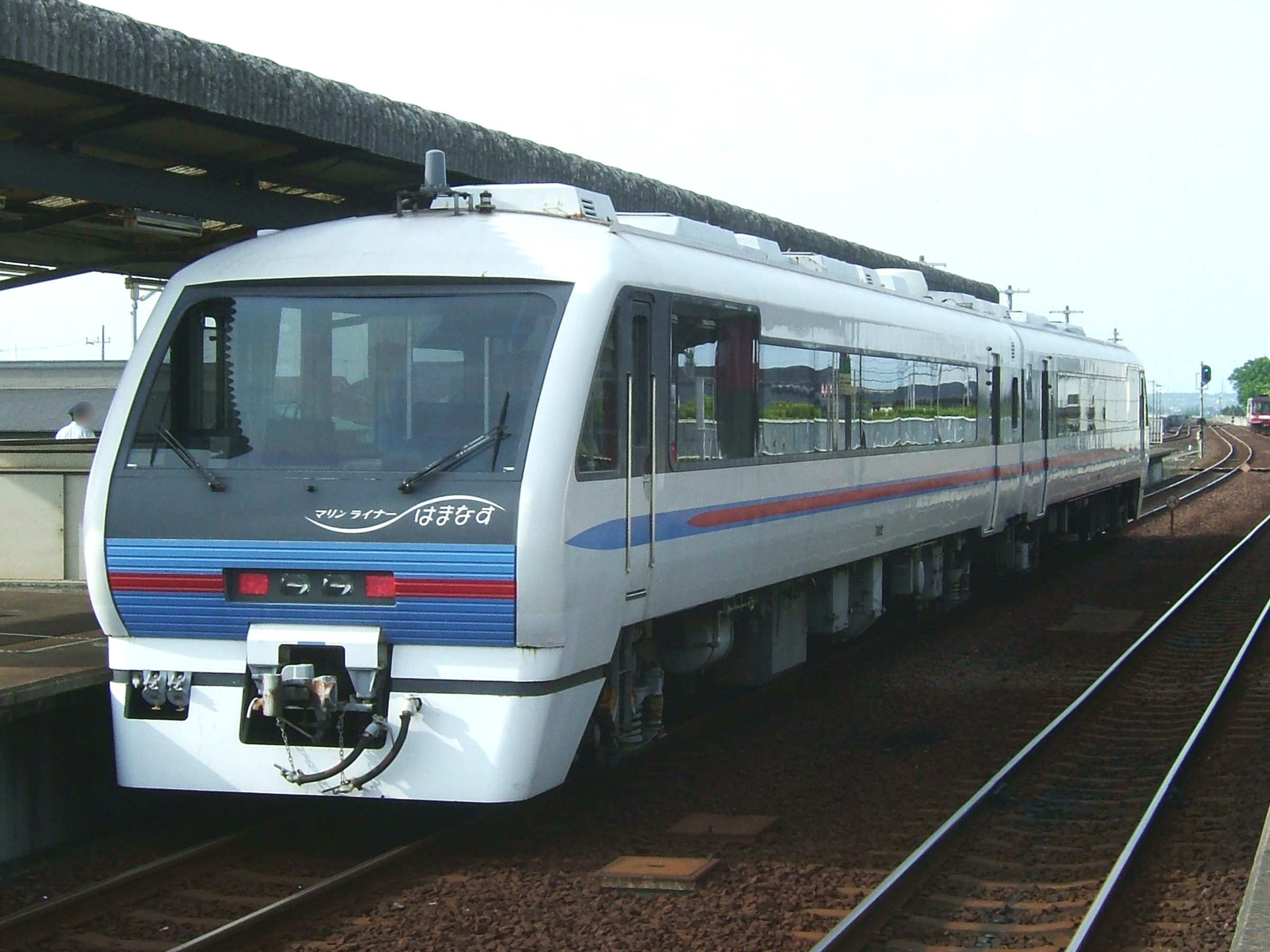
鹿島臨海鉄道 7000形

普通列車
72系電車（32系からの改造車を含む）（津田沼電車区所属）
113系電車（幕張車両センター所属）
4両編成のみ入線していたが、2010年12月4日ダイヤ改正で鹿島線での運用が終了した。佐原駅の鹿島線折り返し用ホームである0番線の有効長が4両分しかないため、6両編成は定期運用を持たない。113系が横須賀線・総武快速線で運用されていた時代は大船電車区配置の編成も入線し、成田で基本編成と増結する1日5本ほどの東京・逗子・横須賀・久里浜方面への直通列車も設定されていた。大船配置車も佐原駅 - 鹿島神宮駅間で間合い運用されたことがある。
211系電車（幕張車両センター所属）
臨時列車等で使用実績がある。
209系2000番台・2100番台電車（幕張車両センター所属）
113系に代わり2010年12月4日から運用開始し、4両編成で運行された。E131系投入に伴い、2021年3月13日のダイヤ改正で鹿島線での定期運用が終了したが、それ以降も茨城県立カシマサッカースタジアム（メルカリスタジアム）での試合開催時など、臨時に運用に入る場合がある。
E217系電車（鎌倉車両センター所属）
定期列車では4両の付属編成のみ入線していた。横須賀線・総武快速線からの直通列車に加え、夜間帯には間合い運用で一部の佐原駅 - 鹿島神宮駅間の列車にも使用されていた。2002年のサッカーワールドカップがカシマサッカースタジアムで開催された際は臨時列車として試合日に11両の基本編成が入線したことがある。その際グリーン車は下りは営業・上りは開放扱いであった。
特急・急行列車
183系電車
特急「あやめ」で1975年3月の新設時から2005年12月まで使用された。　
165系・153系電車
急行「鹿島」で1975年3月の新設時から1982年11月の廃止まで使用された。
キハ58系気動車
急行「水郷」で1970年10月から1975年3月まで使用された。

貨物列車牽引用
EF64形電気機関車（愛知機関区）
2016年3月のダイヤ改正でそれまで運用されていたEF210形の貨物列車をEF64形に置き換えたが、2021年3月のダイヤ改正で再びEF210形に置き換えられた。
EF65形電気機関車（新鶴見機関区）
DD51形ディーゼル機関車（千葉機関区）
2001年10月まで貨物列車の牽引に使用された。DD51は総武本線新小岩操駅からの運用であり、21世紀初頭まで東京23区内でも定期運用があった。

鹿島臨海鉄道からの乗り入れ
2000形気動車
大洗鹿島線開業時に使用された。1991年に全廃。
キハ1000形気動車
1978年から1983年までの鹿島臨港線旅客営業時に使用された。
7000形気動車（茨城県所有）
あやめ祭り期間中などに鹿島サッカースタジアム駅 - 潮来駅間に乗り入れることがあった。
- 209系2100番台
- 113系
- E217系
- 183系
- 鹿島臨海鉄道 7000形

## 駅一覧
便宜上、全列車が直通する成田線佐原駅からの区間を記載する。
- 鹿島線内ではすべての定期旅客列車が臨時駅以外の全駅に停車
- 線路（全線単線） … ∨・◇・∧：列車交換可、｜：列車交換不可

| 路線名                         | 駅名   | 営業キロ | 営業キロ                                             | 接続路線                            | 線路   | 所在地        | 所在地        |
| 路線名                         | 駅名   | 駅間     | 累計                                                 | 接続路線                            | 線路   | 所在地        | 所在地        |
| ------------------------------ | ------ | -------- | ---------------------------------------------------- | ----------------------------------- | ------ | ------------- | ------------- |
| 成田線                         | 佐原駅 | -        | 3.6                                                  | 東日本旅客鉄道：■成田線（成田方面） | ∨      | 千葉県 香取市 | 千葉県 香取市 |
| 成田線                         | 香取駅 | 3.6      | 0.0                                                  | 東日本旅客鉄道：■成田線（銚子方面） | ◇      | 千葉県 香取市 | 千葉県 香取市 |
| 鹿島線                         | 香取駅 | 3.6      | 0.0                                                  | 東日本旅客鉄道：■成田線（銚子方面） | ◇      | 千葉県 香取市 | 千葉県 香取市 |
| 十二橋駅                       | 3.0    | 3.0      |                                                      | ｜                                  |        | 千葉県 香取市 | 千葉県 香取市 |
| 潮来駅                         | 2.2    | 5.2      |                                                      | ◇                                   | 茨城県 | 潮来市        |               |
| 延方駅                         | 5.2    | 10.4     |                                                      | ｜                                  | 茨城県 | 潮来市        |               |
| 鹿島神宮駅                     | 3.8    | 14.2     | 鹿島臨海鉄道：大洗鹿島線（水戸方面：旅客列車乗換駅） | ◇                                   | 茨城県 | 鹿嶋市        |               |
| （臨）鹿島サッカースタジアム駅 | 3.2    | 17.4     | 鹿島臨海鉄道：大洗鹿島線・鹿島臨港線（貨物線）       | ∧                                   | 茨城県 | 鹿嶋市        |               |

- 鹿島臨海鉄道大洗鹿島線とは終点の鹿島サッカースタジアム駅で接続しているが、実際の佐原方面 - 鹿島神宮間の旅客列車との乗り換え駅は鹿島神宮駅となる。
- 2022年度の時点で、JR東日本自社による乗車人員集計[19]の除外対象となる駅（完全な無人駅）は、香取駅・十二橋駅・延方駅である。鹿島サッカースタジアム駅は臨時駅であるが、前述の事情により大洗鹿島線列車の経由乗客を同駅の乗車人員（乗換客）と扱うことで計上対象としている。

## 利用状況

### 平均通過人員
各年度の平均通過人員、旅客運輸収入は以下のとおりである。
| 年度                   | 平均通過人員（人/日）         | 旅客運輸収入（万円） | 出典   |
| 年度                   | 香取 - 鹿島サッカースタジアム | 旅客運輸収入（万円） | 出典   |
| ---------------------- | ----------------------------- | -------------------- | ------ |
| 1987年度（昭和62年度） | 2,549                         |                      | [ 20 ] |
| 2010年度（平成22年度） | 1,275                         |                      | [ 20 ] |
| 2011年度（平成23年度） | 1,119                         |                      | [ 20 ] |
| 2012年度（平成24年度） | 1,204                         |                      | [ 20 ] |
| 2013年度（平成25年度） | 1,305                         |                      | [ 20 ] |
| 2014年度（平成26年度） | 1,275                         |                      | [ 20 ] |
| 2015年度（平成27年度） | 1,228                         |                      | [ 21 ] |
| 2016年度（平成28年度） | 1,171                         | 8,800                | [ 22 ] |
| 2017年度（平成29年度） | 1,157                         | 8,600                | [ 23 ] |
| 2018年度（平成30年度） | 1,221                         | 8,700                | [ 24 ] |
| 2019年度（令和元年度） | 1,207                         | 8,900                | [ 25 ] |
| 2020年度（令和02年度） | 952                           | 6,200                | [ 26 ] |
| 2021年度（令和03年度） | 1,012                         | 7,000                | [ 27 ] |
| 2022年度（令和04年度） | 1,085                         | 8,100                | [ 28 ] |
| 2023年度（令和05年度） | 1,139                         | 8,800                | [ 29 ] |

### 収支・営業系数
各年度の収支（運輸収入、営業費用）、営業係数、収支率は以下のとおりである。▲はマイナスを意味する。
| 年度                   | 収支（百万円） | 収支（百万円） | 収支（百万円） | 営業 係数 （円） | 収支率 | 出典   |
| 年度                   | 運輸 収入      | 営業 費用      | 計             | 営業 係数 （円） | 収支率 | 出典   |
| ---------------------- | -------------- | -------------- | -------------- | ---------------- | ------ | ------ |
| 2019年度（令和元年度） | 89             | 957            | ▲867           | 1,070            | 9.3%   | [ 30 ] |
| 2020年度（令和02年度） | 62             | 805            | ▲743           | 1,281            | 7.8%   | [ 30 ] |
| 2021年度（令和03年度） | 70             | 654            | ▲583           | 923              | 10.8%  | [ 31 ] |
| 2022年度（令和04年度） | 81             | 720            | ▲638           | 879              | 11.4%  | [ 32 ] |